# Proacidalia gutta
Proacidalia gutta är en fjärilsart som beskrevs av Alfred Ernest Wileman 1911. Proacidalia gutta ingår i släktet Proacidalia och familjen praktfjärilar. Inga underarter finns listade i Catalogue of Life.